# Pingtung
Pingtung (pinyin: Píngdōng Shì; Pe̍h-ōe-jī: Pîn-tong-chhī) és una ciutat comarcal de la república de la Xina, seu del comtat de la comarca de Pingtung, a l'illa de Taiwan, a la República de la Xina.

## Història
L'àrea de l'actual ciutat de Pingtung era originalment un poble dels aborígens de les planes taiwaneses que van anomenar "Akau", que significa "el bosc". Després de l'expulsió dels neerlandesos, el poble es va convertir en una ciutat-mercat xinesa anomenada "A-kau" (xinès: 阿猴; Pe̍h-ōe-jī: A-kâu).

### Imperi del Japó
El 1901, durant l'època de la dominació japonesa, Akō Chō (japonès: 阿猴廳) va ser una de les vint oficines administratives locals. El 1909, aquesta unitat es va fusionar amb Banshoryō Chō ("guerrers anglesos") i Kōshun Chō ("directors") per formar Akō Chō ("Cort Divisional"). El nom es va canviar a ciutat de Heitō (屏東街), governat sota la prefectura de Takao. El 1933, la ciutat va rebre l'estatus de ciutat.

### República de la Xina
Després del lliurament de Taiwan a la República de la Xina per part del Japó el 25 d'octubre de 1945, la ciutat de Pingtung es va establir com a ciutat provincial de la província de Taiwan el desembre del mateix any. A la República de la Xina, Pingtung va ser una ciutat independent del 1945 al 1951 i només es va incorporar posteriorment a la comarca de Pingtung, que es va fundar el 1950.

## Geografia
Pingtung es troba a la riba esquerra oriental del riu Gaoping, que forma la frontera entre la ciutat de Kaohsiung i Pingtung i desemboca al mar de la Xina Meridional, a uns 20 km al sud. La plana de Pingtung s'estén al voltant de Pingtung i limita a l'est amb els contraforts del sud de la serralada central de Taiwan.
La ciutat forma part de la megaciutat de Kaohsiung, a gairebé 20 km a l'oest. Molts residents treballen a Kaohsiung i s´hi desplacen diàriament en tren. Té una estació de tren a la secció sud de la ruta de l'anell ferroviari al voltant de l'illa de Taiwan i un intercanviador a la carretera 3, que connecta amb les metròpolis de l'oest de Taiwan i amb Taipei al nord. Es preveu una connexió entre Pingtung i la xarxa de metro de Kaohsiung. Entre 1994 i 2011 també hi va haver un aeroport civil a Pingtung, però va ser tancat pel seu poc trànsit.

### Clima
Pingtung es troba als tròpics i té un clima tropical monsònic. El mes més càlid és juliol i el mes més fred és gener. L'estació càlida dura des de mitjans de març fins a finals de novembre amb una temperatura mitjana diürna de més de 30 graus centígrads. La temporada més fresca comença a mitjans de desembre i dura fins a finals de febrer, i presenta dies relativament càlids i nits fresques amb temperatures que oscil·len entre els 15 i els 27 graus centígrads. El comtat de Pingtung és el comtat més calorós de Taiwan i la ciutat de Pingtung és coneguda per les altes temperatures diürnes durant tot l'any.